# Gagrella scorbiculata
Gagrella scorbiculata is een hooiwagen uit de familie Sclerosomatidae.